# Gielde
Gielde ist ein Ortsteil der Gemeinde Schladen-Werla im Landkreis Wolfenbüttel in Niedersachsen (Deutschland).

## Geografie
Gielde [ɡildə] liegt am südsüdwestlichen Rand des Oderwalds am Hang des Eichbergs zwischen Vienenburg im Süden und Wolfenbüttel im Norden, südwestlich liegt Liebenburg und südöstlich Schladen. Das Dorf wird in West-Ost-Richtung von der Warne durchflossen.
Altenrode war als der zweite Ortsteil von Gielde ausgewiesen.

### Nachbarorte
| Ohlendorf                            | Flöthe Altenrode                            | Börßum Werlaburgdorf       |
| Salzgitter-Bad Klein Mahner Lüderode | Kompassrose, die auf Nachbargemeinden zeigt | Hornburg                   |
| Neuenkirchen Döhren                  | Wehre Beuchte Weddingen                     | Schladen Lengde Vienenburg |

## Geschichte

### Ortsname
Gielde wurde unter anderem folgendermaßen erwähnt:
- 953: Gelithi (th als [⁠θ⁠] wie in Englisch thorn)
- 970‑972: Gellithi
- 1140/1174: Gelithe
- 1188: Geledhe
- 1303: Gilede
- 1339/1458: Gylde
- 1542: Gilde
- ab 1616: Gielde

In der Forschung werden für das Grundwort Giel- zwei Deutungen genannt, nämlich entweder als „Sumpf“ von dem mittelniederdeutschen Wort gȫl(e) mit derselben Bedeutung oder eine Basis *gail/*gēl für „längliches Tal, Vertiefung“. Die Endung -ede gehört zur ältesten germanischen Namensschicht und bezieht sich unter anderem auf die Qualität eines Gebiets.

### Frühgeschichte
Aus archäologischen Funden geht hervor, dass Gielde mindestens seit Christi Geburt ununterbrochen besiedelt ist. Die Ortschaft gehörte später wahrscheinlich zur nahegelegenen Königspfalz Werla. Zur Gielder Feldmark gehören die Wüstungen Hetelde und Wedelingerode.
Auf dem Burgberg als einem langgestreckten Höhenzug etwa 1 km nördlich von Gielde befindet sich die Kukeriulenburg, die auch Sachsenring genannt wird. Es handelt sich um eine ovale Wallbefestigung mit einer Fläche von 0,4 ha.
Mündliche Überlieferungen bezeugen die Nutzung des Areals als Viehring in neuerer Zeit. Die Bezeichnung als Kukeriulenburg oder Sachsenring deutet dagegen auf ältere Traditionen hin und bedeutet, dass vermutlich an dieser Stelle eine frühmittelalterliche Fluchtburg stand, die in Beziehung zu der 4,2 km östlich gelegenen Königspfalz Werla lag.

### Mittelalter
Im Jahre 1140 wurde Gielde mit seiner Kirche erstmals urkundlich erwähnt. Das Patronat über der Kirche lag anfangs beim Kloster Heiningen, das später an den Archidiakon zu Goslar als Lehen des Hochstifts Hildesheim fiel. Nach der Hildesheimer Stiftsfehde fiel Gielde 1523 an das Fürstentum Braunschweig-Wolfenbüttel.

### Neuzeit
Am 4. April 1835 ereignete sich ein Großbrand im Dorf, der 17 Höfe mitsamt Nebengebäuden und 9 Brinksitzerhäuser niederbrannte. Einen Anschluss an der Warnetalbahn erhielt Gielde 1856, der Personenverkehr wurde zum 1. Januar 1976 eingestellt.
Am 1. November 2013 ging Gielde in der Gemeinde Schladen-Werla auf.

### Einwohnerentwicklung
| Entwicklung | Jahr | Einwohner | Bemerkungen |
| --- | ---- | --------- | ----------- |
| Hier fehlt eine Grafik, die leider im Moment aus technischen Gründen nicht angezeigt werden kann. Wir arbeiten daran! | 2015 | 795       | zum 30.06.  |
| Hier fehlt eine Grafik, die leider im Moment aus technischen Gründen nicht angezeigt werden kann. Wir arbeiten daran! | 2017 | 787       | zum 30.04.  |
| Hier fehlt eine Grafik, die leider im Moment aus technischen Gründen nicht angezeigt werden kann. Wir arbeiten daran! | 2018 | 762       | zum 31.05.  |
| Quelle: |      |           |             |

## Politik

### Ortsrat
Der Ortsrat, der Gielde vertritt, setzt sich aus fünf Mitgliedern zusammen. Die Ratsmitglieder werden durch eine Kommunalwahl für jeweils fünf Jahre gewählt.
Bei der Kommunalwahl 2021 ergab sich folgende Sitzverteilung:
| Ortsrat 2021Insgesamt 5 Sitze - SPD: 3 - UWG: 2 |

### Ortsbürgermeister
Ortsbürgermeisterin ist seit Dezember 2021 Friederike Fiebig (SPD).

### Wappen
Das Ortswappen zeigt einen silbernen Balken, der von einem goldenen Ring überdeckt wird, aus diesem scheinen drei Eichenblätter zu sprießen.

## Wirtschaft und Infrastruktur

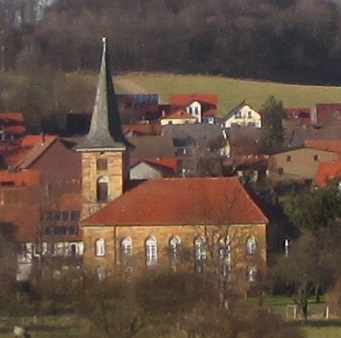
Gielder Kirche

Es bestehen in Gielde zehn landwirtschaftliche Familienbetriebe, diese haben meistenteils (landwirtschaftliche) Nebeneinkünfte oder werden im Nebenerwerb betrieben. Neben einem schweinehaltenden Veredlungsbetrieb, dominiert der Anbau von Marktfrüchten.
An Einkaufsmöglichkeiten sind eine Bäckerei und ein Dorfladen mit regionalen Spezialitäten zu finden.

### Verkehr
Die Bundesstraße 82 Goslar – Schöppenstedt führt südlich an Gielde vorbei. Seit 1995 ist die heutige Bundesautobahn 36 fertiggestellt, nächstliegende Auffahrt an der L 500 ist in 4,5 km Entfernung Schladen-Nord. Die Autobahn verbindet Gielde mit der A 14 im Südosten und der A 2 im Norden. Ebenso sind die Kreisstadt Wolfenbüttel sowie das Regionalzentrum Braunschweig seitdem relativ schnell zu erreichen.
Gielde hat außerdem einen Haltepunkt an der Warnetalbahn, die unregelmäßig mit Zügen befahren wird.

### Religion
Im Ort befindet sich eine evangelisch-lutherische Kirche.